# Thần chết

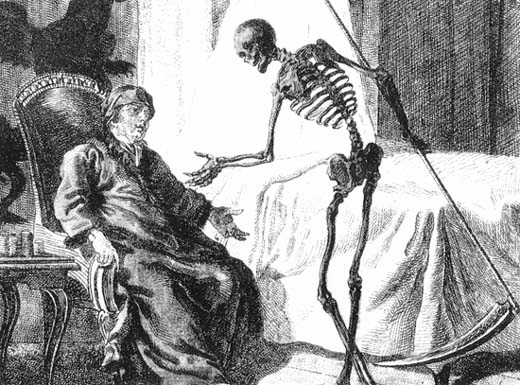
Cách miêu tả của Tây phương về tử thần như một bộ xương người cầm lưỡi hái.

Phép nhân cách hóa cái chết thành một thực thể sống, có khả năng hiểu biết và nhận thức (còn gọi là tử thần hoặc thần chết) là một khái niệm đã tồn tại trong các xã hội của loài người từ khi chúng ta mới biết dùng ngôn ngữ để ghi lại lịch sử. Thần Chết cũng coi là một vị Thần.

## Văn hóa phương Tây

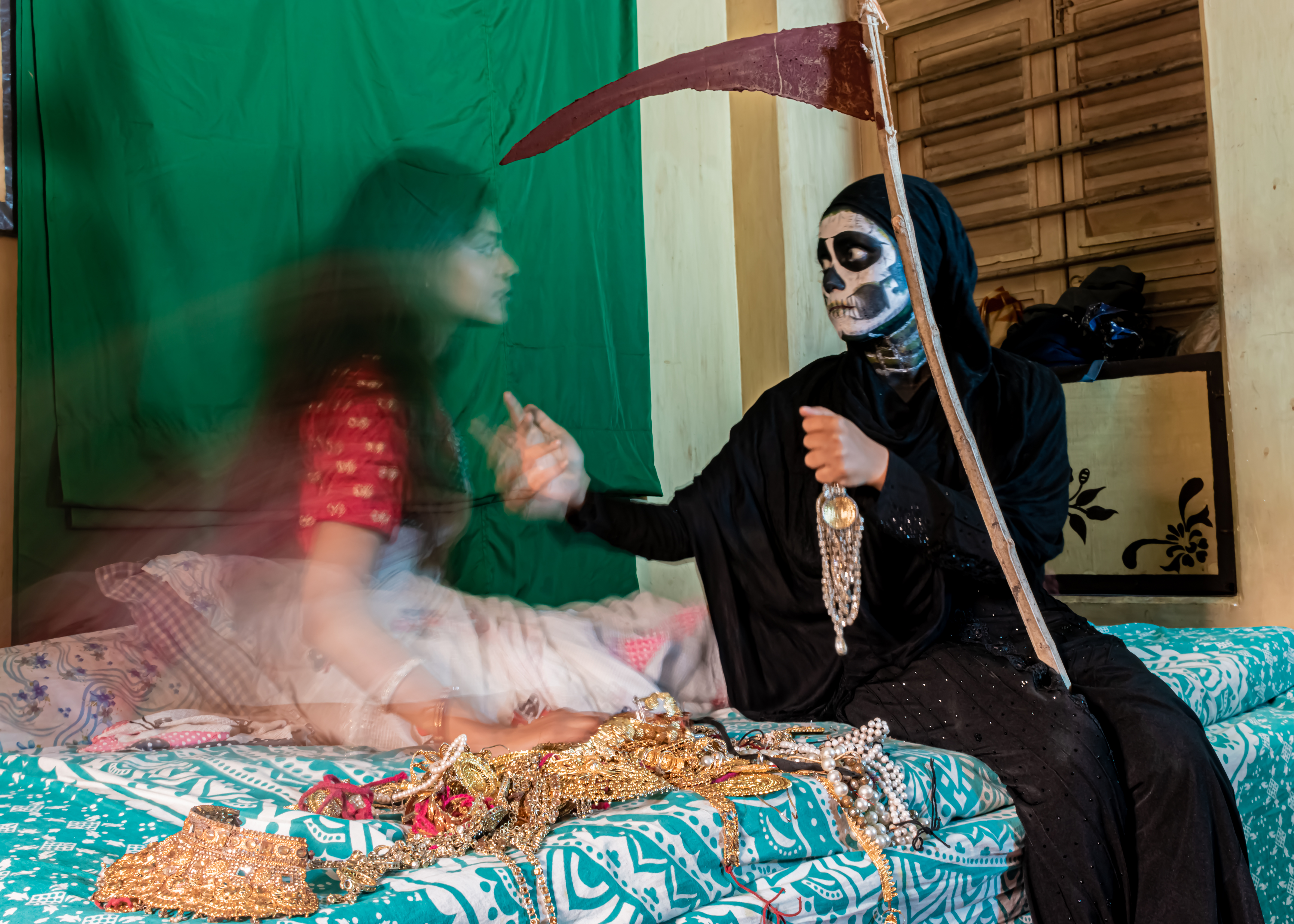
Hóa trang về thần chết

Người phương Tây thường miêu tả thần chết (có tên là "The Grim Reaper" trong tiếng Anh) như một bộ xương người cầm một lưỡi hái lớn, mặc áo choàng đêm; hay áo chùng; hay áo choàng không tay đen gắn với mũ trùm đầu; hoặc đôi khi một bộ trang phục bằng vải liệm trắng. Khi tử thần được miêu tả trong áo choàng đen với mũ trùm đầu, người ta thường chỉ có thể nhìn thấy mắt "ông ta".

## Văn hóa phương Đông

### Việt Nam: Địa Mẫu
Địa Mẫu là một vị thần cai quản âm phủ trong thần thoại Việt Nam, bà là người đứng đầu Thập điện Diêm vương chịu trách nhiệm phán xét linh hồn người chết
Công gà

## Ai Cập
Theo thần thoại Ai Cập, vị thần chết là Osiris và thần ướp xác là Anubis

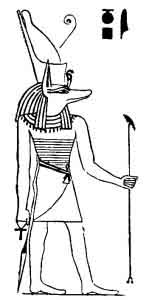
Anubis em Egyptian Mythology and Egyptian Christianity de Samuel Sharpe (1863)
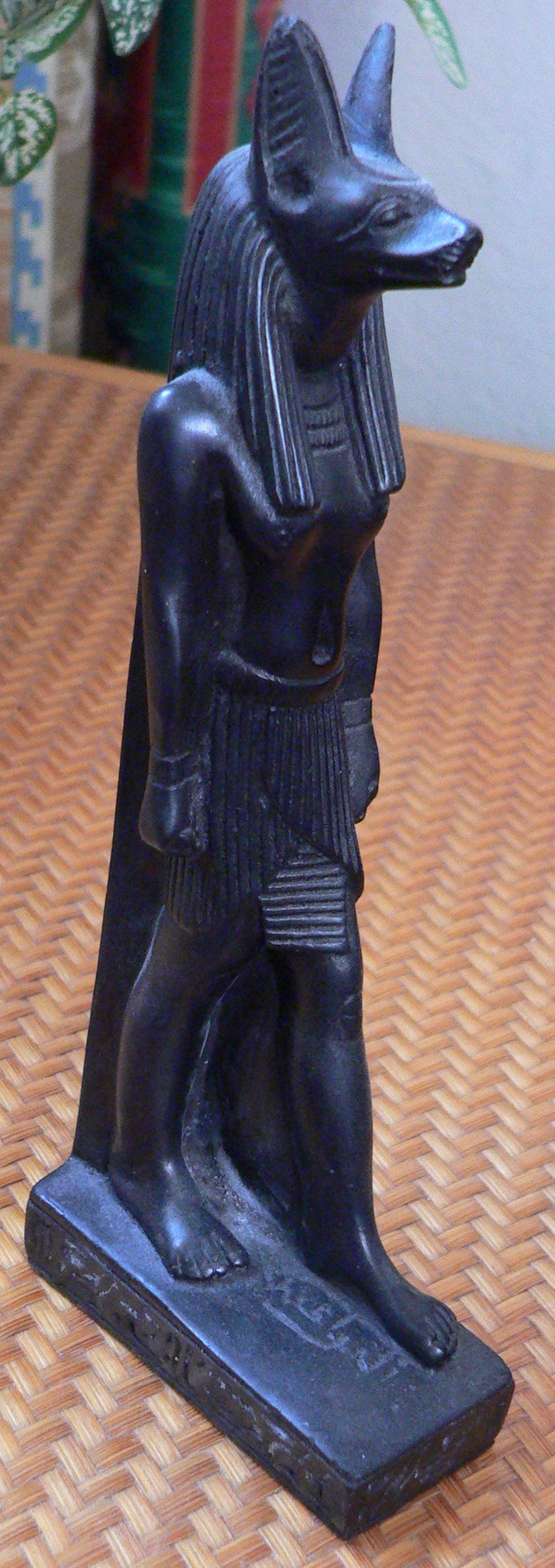
Tượng thần Anubis
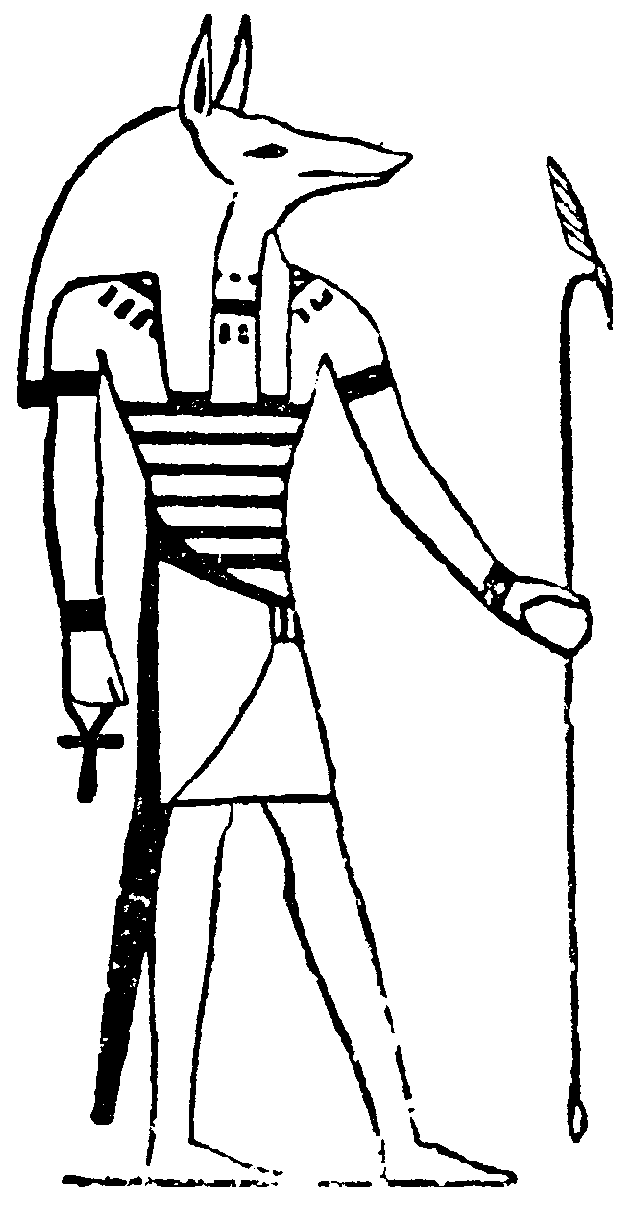
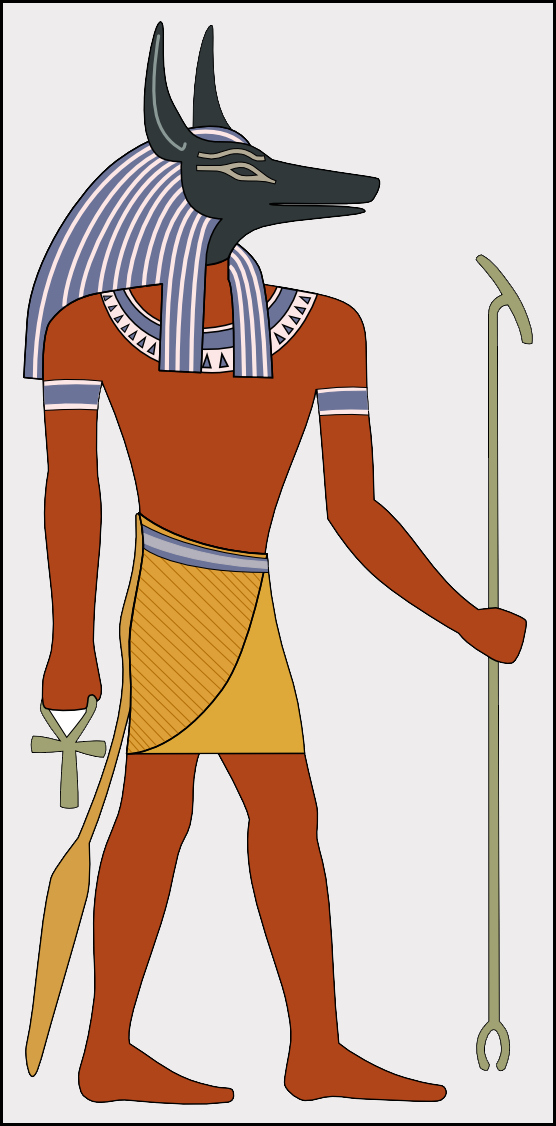
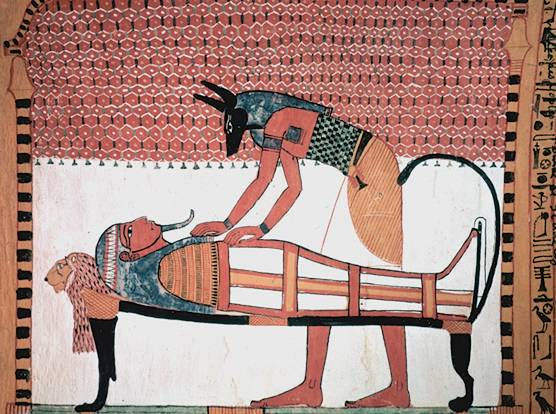